# Dia da bandeira

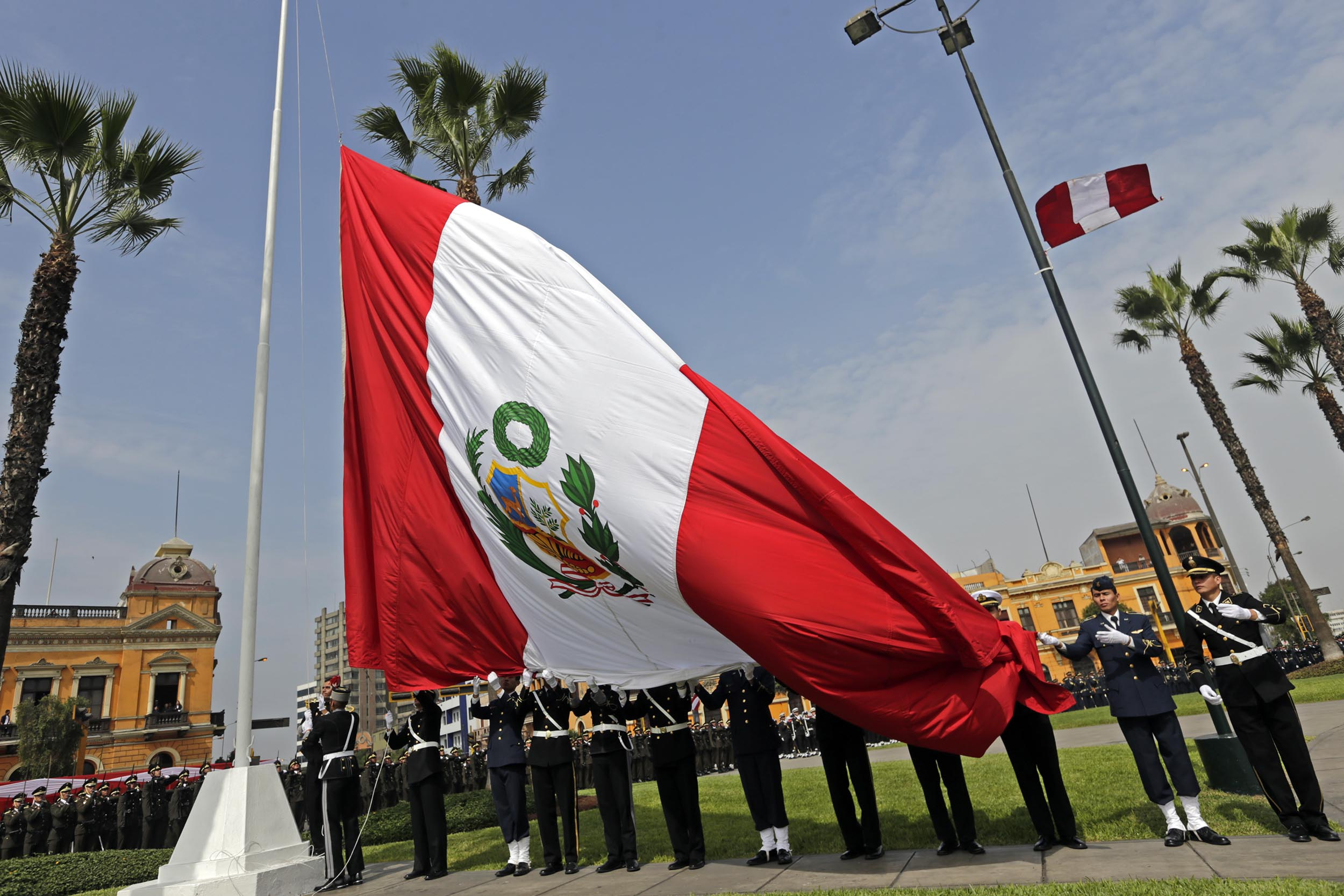
Içar cerimonial da bandeira nacional do Peru, no dia da bandeira deste país

Um dia da bandeira é uma data, normalmente comemorativa, relacionada com uma determinada bandeira, que pode ser a bandeira nacional do respetivo país ou eventualmente outra.
A designação pode aplicar-se a dois tipos de situações. Na primeira, os dias da bandeira são todos aqueles em que - por norma legal ou por mera tradição - determinada bandeira deve ser içada em certos locais, como repartições públicas, escolas, monumentos, embaixadas, quarteis e embarcações. Na segunda situação, o dia da bandeira consiste numa data especialmente dedicada à celebração e homenagem a uma bandeira específica. Em ambas as situações, o dia da bandeira é naturalmente uma ocasião em que a bandeira deve ser desfraldada.
Os dias da bandeira são geralmente estabelecidos e regulados pelas instituições governamentais dos países, regiões ou localidades em que vigorarem. Esse estabelecimento e regulação pode resultar de leis emitidas pelo respetivo órgão legislativo, de decretos emitidos pelo órgão executivo ou mesmo de proclamações feitas pelo chefe de Estado. Para além de indicar a data em que a bandeira deve ser içada, a lei, decreto ou proclamação pode especificar os locais específicos onde o deve ser, bem como definir se deve ser içada no tope ou a meio mastro. Contudo, em alguns casos, os dias da bandeira e a forma como a mesma deve ser desfraldada nessas datas não estão oficialmente regulados, seguindo-se regras meramente estabelecidas pelo costume e tradição.

## Brasil
No Brasil, a comemoração ocorre todos os anos no dia 19 de novembro, pois essa foi a data de instituição da bandeira nacional republicana, no ano de 1889. Nessa data ocorrem comemorações cívicas, pois normalmente acompanhadas ao canto do Hino à Bandeira. A bandeira foi adotada pelo decreto nº 4 no dia 19 de novembro de 1889. Esse decreto foi preparado por Benjamin Constant, membro do governo provisório.
Ao meio-dia (12h00) do Dia da Bandeira (19 de novembro), as bandeiras inservíveis (rasgadas, descoloridas, etc.) devem ser incineradas em Cerimonial Peculiar.
- Troca da bandeira na Praça dos Três Poderes, em Brasília
- Cerimônia de incineração de bandeiras em Porto Alegre, ano 2010.

## Portugal
Em Portugal, o 1º de dezembro está oficialmente solenizado como o dia da Festa da Bandeira Nacional. A primeira Festa da Bandeira foi celebrada a 1 de dezembro de 1910, ocasião que serviu para a adoção e apresentação ao público da atual bandeira nacional. A data coincide com a de celebração e aniversário da Restauração da Independência, ocorrida a 1 de dezembro de 1640.
A Festa da Bandeira Nacional surgiu no âmbito do processo de adoção de um novo modelo de bandeira nacional, resultante da implantação da República Portuguesa em 5 de outubro de 1910. Face à necessidade sentida por vários líderes políticos republicanos em adotar novos símbolos que marcassem a mudança de regime, a 15 de outubro, o Governo Provisório da República Portuguesa nomeou uma comissão para estudar e apresentar o projeto de uma nova bandeira nacional. Entretanto e ainda antes de ter aprovado o novo modelo de bandeira, o Governo Provisório decretou, a 24 de novembro, que o dia 1 de dezembro fosse solenizado com a Festa da Bandeira Nacional e que a organização e direção dessa festa fosse incumbida, nas diversas cidades e vilas da República, às respetivas municipalidades. A data escolhida para a Festa da Bandeira foi assim a do aniversário da Restauração da Independência em 1640, cuja celebração foi mantida pelo novo regime republicano, passando a ser um feriado nacional oficialmente denominado "Dia da Liberdade da Pátria".

O novo modelo de bandeira nacional - cuja escolha seria envolta em forte polémica e contestação, em virtude da opção pelas cores republicanas verde e vermelha em detrimento das cores nacionais azul e branca - seria aprovado pelo Governo Provisório a 29 de novembro de 1910, portanto quase na véspera do dia escolhido para a celebração da Festa da Bandeira. A fim das novas bandeiras estarem prontas para a Festa da Bandeira, é dada ordem à Cordoaria Nacional para produzir, rapidamente e em grande escala, exemplares das mesmas.
Assim, no dia 1 de dezembro de 1910 e coincidindo com os 270 anos da Restauração da Independência, celebra-se a primeira Festa da Bandeira com a apresentação ao país da nova bandeira nacional. Em Lisboa, a nova bandeira parte, integrada num desfile, da Câmara Municipal até ao Monumento aos Restauradores, no qual é pela primeira vez hasteada. Além de Lisboa, existiram celebrações em outros locais do país.
O 1º de dezembro manteve-se como feriado nacional até à atualidade (com uma breve interrupção entre 2013 e 2015). Apesar do decreto de 22 de novembro de 1910 nunca ter sido expressamente revogado e portanto esta data ainda se manter oficialmente como a da Festa da Bandeira Nacional, aparentemente a sua celebração restringiu-se aos primeiros tempos da república, sendo hoje ignorada pela grande maioria do público. O foco das comemorações do 1º de dezembro tem sido apenas a celebração da Restauração da Independência, sendo rara ou mesmo inexistente a inclusão de homenagens específicas à bandeira nacional.
- Bandeira nacional hasteada pela primeira vez no Monumento aos Restauradores no 1º de dezembro de 1910
- Aspeto da Avenida da Liberdade em Lisboa, durante a primeira Festa da Bandeira Nacional, 1910.

## Dias da bandeira em todo o mundo
Segue abaixo a lista de dias da bandeira em diversos países do mundo e em algumas das suas subdivisões administrativas. Os países ou subdivisões que não são amplamente reconhecidos internacionalmente são apresentados em cor de rosa. Os estados extintos são apresentados em cinza escuro.
| País                               | Subdivisão                         | Data                             | Notas |
| ---------------------------------- | ---------------------------------- | -------------------------------- | --- |
| Abecásia                           | Abecásia                           | 23 de julho                      | Dia da república |
| Afeganistão, República Islâmica do | Afeganistão, República Islâmica do | 7 de asad                        | Dia da bandeira nacional. No calendário persa, usado no Afeganistão, o mês de asad corresponde ao período compreendido entre 23 de julho e 22 de agosto.                                         |
| Albânia                            | Albânia                            | 28 de novembro                   | Dia da independência e da bandeira. |
| Arábia Saudita                     | Arábia Saudita                     | 11 de março                      | Dia da bandeira saudita. |
| Argentina                          | Argentina                          | 20 de junho                      | Dia da bandeira nacional. Aniversário da morte de Manuel Belgrano, criador da atual bandeira. |
| Arménia                            | Arménia                            | 15 de junho                      | Comemora a data de aprovação da lei da bandeira, em 15 de junho de 2006. |
| Austrália                          | Austrália                          | 3 de setembro                    | Comemora a primeira vez que a bandeira foi desfraldada, em 3 de setembro de 1901. |
| Azerbaijão                         | Azerbaijão                         | 9 de novembro                    | Dia da bandeira estatal. |
| Bielorrússia                       | Bielorrússia                       | Segundo domingo de maio          | Dia do emblema nacional e da bandeira nacional. |
| Bolívia                            | Bolívia                            | 17 de agosto                     | Comemora a data de criação da bandeira boliviana, pela lei de 17 de agosto de 1825. |
| Brasil                             | Brasil                             | 19 de novembro                   | [ 20 ] |
| Canadá                             | Canadá                             | 15 de fevereiro                  | Dia da bandeira nacional do Canadá. |
| Canadá                             | Ontário                            | 21 de maio                       | [ 22 ] |
| Canadá                             | Quebec                             | 21 de janeiro                    | [ 23 ] |
| Canadá                             | Saskatchewan                       | 21 de setembro                   | [ 24 ] [ 25 ] |
| Colômbia                           | Colômbia                           | 7 de agosto                      | Comemora a batalha de Boyacá, a 7 de agosto de 1819 e a criação da bandeira colombiana a 7 de agosto de 1834.                                                                                    |
| Iraq                               | Curdistão                          | 17 de dezembro                   | [ 27 ] |
| Dinamarca                          | Dinamarca                          | 5 de setembro                    | Comemora os veteranos dinamarqueses. |
| Dinamarca                          | Ilhas Faroé                        | 25 de abril                      | Comemora o reconhecimento da bandeira pelo Governo Britânico, a 25 de abril de 1940. |
| Emirados Árabes Unidos             | Emirados Árabes Unidos             | 3 de novembro                    | Dia da bandeira. |
| Equador                            | Equador                            | 26 de setembro                   | Comemora a adoção da bandeira equatoriana, em 26 de setembro de 1860. |
| Espanha                            | Andaluzia                          | 4 de dezembro                    | Dia da bandeira andaluza. |
| Estados Unidos da América          | Estados Unidos da América          | 14 de junho                      | Dia da bandeira. Comemora a adoção da bandeira dos Estados Unidos, em 14 de julho de 1777. |
| Estados Unidos da América          | Alasca                             | 9 de julho                       | [ 34 ] |
| Estados Unidos da América          | Samoa Americana                    | 17 de abril                      | Comemora a primeira vez que a bandeira dos Estados Unidos foi desfraldada na Samoa Americana. |
| Estados Unidos da América          | Havaí                              | 31 de julho                      | Celebrado desde 1990. |
| Estados Unidos da América          | Iowa                               | 29 de março                      | [ 37 ] |
| Estados Unidos da América          | Maryland                           | 9 de março                       | [ 38 ] [ 39 ] |
| Estados Unidos da América          | Oklahoma                           | 16 de novembro                   | [ 40 ] |
| Estados Unidos da América          | Tennessee                          | 17 de abril                      | Comemora a adoção da bandeira, em 17 de abril de 1905. |
| Estados Unidos da América          | Utah                               | 9 de março                       | [ 42 ] |
| Estados Unidos da América          | Ilhas Virgens Americanas           | 17 de maio                       | Comemora a adoção da bandeira, em 17 de maio de 1921. |
| Estónia                            | Estónia                            | 4 de junho                       | [ 44 ] |
| Etiópia                            | Etiópia                            | Primeira segunda-feira de tikimt | No calendário etíope, o mês de tikmit corresponde ao período compreendido entre 11 de outubro e 9 de novembro.                                                                                   |
| Filipinas                          | Filipinas                          | 28 de maio                       | Comemora o primeiro uso da bandeira após a batalha de Alapan. |
| Finlândia                          | Finlândia                          | Dia da festa junina              | [ 49 ] |
| Finlândia                          | Åland                              | Último domingo de abril          | [ 50 ] |
| Geórgia                            | Geórgia                            | 14 de janeiro                    | Dia da bandeira estatal georgiana. |
| Grécia                             | Grécia                             | 27 de outubro                    | Véspera do dia do Não. |
| Haiti                              | Haiti                              | 18 de maio                       | Dia da bandeira haitiana. |
| Honduras                           | Honduras                           | 1 de setembro                    | Dia da bandeira. Comemorado a 14 de junho até 1995. |
| Hungria                            | Hungria                            | 16 de março                      | Comemora o estabelecimento da Guarda Nacional húngara a 16 de março de 1848. |
| India                              | India                              | 22 de julho                      | Dia da adoção da bandeira nacional. |
| India                              | India                              | 7 de dezembro                    | Dia das Forças Armadas |
| India                              | Jamu e Caximira                    | 7 de junho                       | Dia da bandeira estadual. |
| Itália                             | Itália                             | 7 de janeiro                     | Dia da Tricolor. |
| Jordânia                           | Jordânia                           | 16 de abril                      | Comemora a primeira vez que a bandeira foi içada, em 16 de abril de 1928. |
| Libéria                            | Libéria                            | 24 de agosto                     | [ 62 ] |
| Lituânia                           | Lituânia                           | 1 de janeiro                     | [ 63 ] |
| Macedónia do Norte                 | Macedónia do Norte                 | 15 de maio                       | Não oficial. |
| México                             | México                             | 24 de fevereiro                  | Dia da bandeira do México. |
| Moldávia                           | Moldávia                           | 27 de abril                      | [ 66 ] |
| Mongólia                           | Mongólia                           | 10 de julho                      | Dia da bandeira estatal mongol. |
| Nova Zelândia                      | Tokelau                            | 22 de outubro                    | [ 68 ] |
| Países Baixos                      | Aruba                              | 18 de março                      | Dia da bandeira e do hino nacional. |
| Países Baixos                      | Bonaire                            | 6 de setembro                    | [ 70 ] |
| Países Baixos                      | Curaçao                            | 2 de julho                       | [ 71 ] |
| Países Baixos                      | São Martinho                       | 13 de junho                      | Comemora a adoção da bandeira, em 13 de junho de 1985. |
| Palestina                          | Palestina                          | 30 de setembro                   | Comemora a primeira vez em que a bandeira foi içada em frente à sede das Nações Unidas, a 30 de setembro de 2015.                                                                                |
| Panamá                             | Panamá                             | 4 de novembro                    | [ 74 ] |
| Paraguai                           | Paraguai                           | 14 de agosto                     | Dia da bandeira paraguaia. |
| Peru                               | Peru                               | 7 de junho                       | Comemora a batalha de Arica. |
| Polónia                            | Polónia                            | 2 de maio                        | Dia da bandeira nacional. |
| Portugal                           | Portugal                           | 1 de dezembro                    | Festa da bandeira nacional. Coincide com a celebração da Restauração da Independência, ocorrida a 1 de dezembro de 1640.                                                                         |
| Quirguistão                        | Quirguistão                        | 3 de março                       | Dia da bandeira nacional da República Quirguiz. |
| Roménia                            | Roménia                            | 26 de junho                      | [ 81 ] |
| Rússia                             | Rússia                             | 22 de agosto                     | [ 82 ] |
| Rússia                             | Donetsk, República Popular de      | October 25                       | [ 83 ] |
| Sérvia                             | Sérvia                             | 15 de setembro                   | Dia da unidade sérvia, da liberdade e da bandeira nacional. Celebrado em conjunto com a República Sérvia da Bósnia e Herzegovina.                                                                |
| Eslovénia                          | Eslovénia                          | 7 de abril                       | [ 85 ] |
| Somália                            | Somália                            | 12 de outubro                    | Comemora a adoção da bandeira, em 12 de outubro de 1954. |
| Suécia                             | Suécia                             | 6 de junho                       | Também celebrado como Dia Nacional da Suécia, desde 1983. |
| Tadjiquistão                       | Tadjiquistão                       | 24 de novembro                   | Celebrado desde 2009. |
| Tailândia                          | Tailândia                          | 28 de setembro                   | Celebrado desde 2017. |
| Turquemenistão                     | Turquemenistão                     | 18 de maio                       | Dia da bandeira estatal e da Constituição. O dia da bandeira era originalmente distinto do dia da Constituição e era celebrado a 19 de fevereiro, até os dois feriados serem combinados em 2017. |
| Ucrânia                            | Ucrânia                            | 23 de agosto                     | Dia da bandeira nacional da Ucrânia |
| Ukraine                            | Tártaros da Crimeia                | 26 de junho                      | [ 93 ] |
| Uzbequistão                        | Uzbequistão                        | 18 de novembro                   | Comemora a aprovação da bandeira, em 18 de novembro de 1991. |
| Venezuela                          | Venezuela                          | 3 de agosto                      | Comemora a primeira vez que a bandeira foi içada, em 3 de agosto de 1806. |